# Religia w Azerbejdżanie

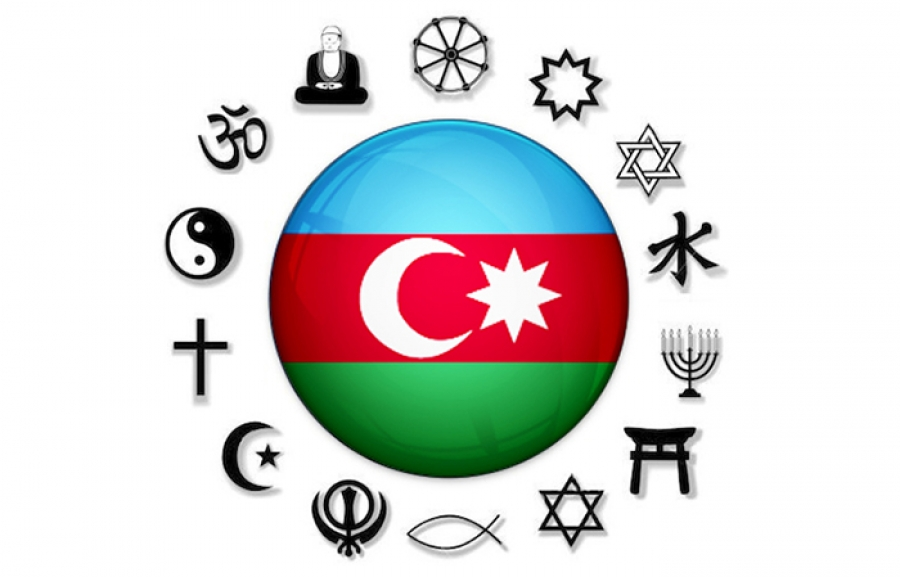
Azerbejdżan uznawany jest za kraj wolności religijnej.

Religia w Azerbejdżanie – Azerbejdżan jest w przeważającej mierze krajem muzułmańskim. Szacunki obejmują od 93,4% do 96,9% populacji identyfikującej się jako muzułmanie. Większość to zwolennicy szyizmu (około 85%, z sunnicką mniejszością wynoszącą ok. 15%). Podobnie jak wszystkie inne kraje postkomunistyczne, Azerbejdżan jest państwem świeckim; artykuł 48 Konstytucji zapewnia wolność wyznania, wyboru jakiejkolwiek religii lub nie praktykowania jakiejkolwiek religii oraz wyrażania własnego poglądu na religię. Jednakże ustawa z 1996 roku stwierdza, że obcokrajowcy mają wolność sumienia, ale odmawia im się prawa do "prowadzenia religijnej propagandy" pod groźbą grzywny lub deportacji.

## Islam

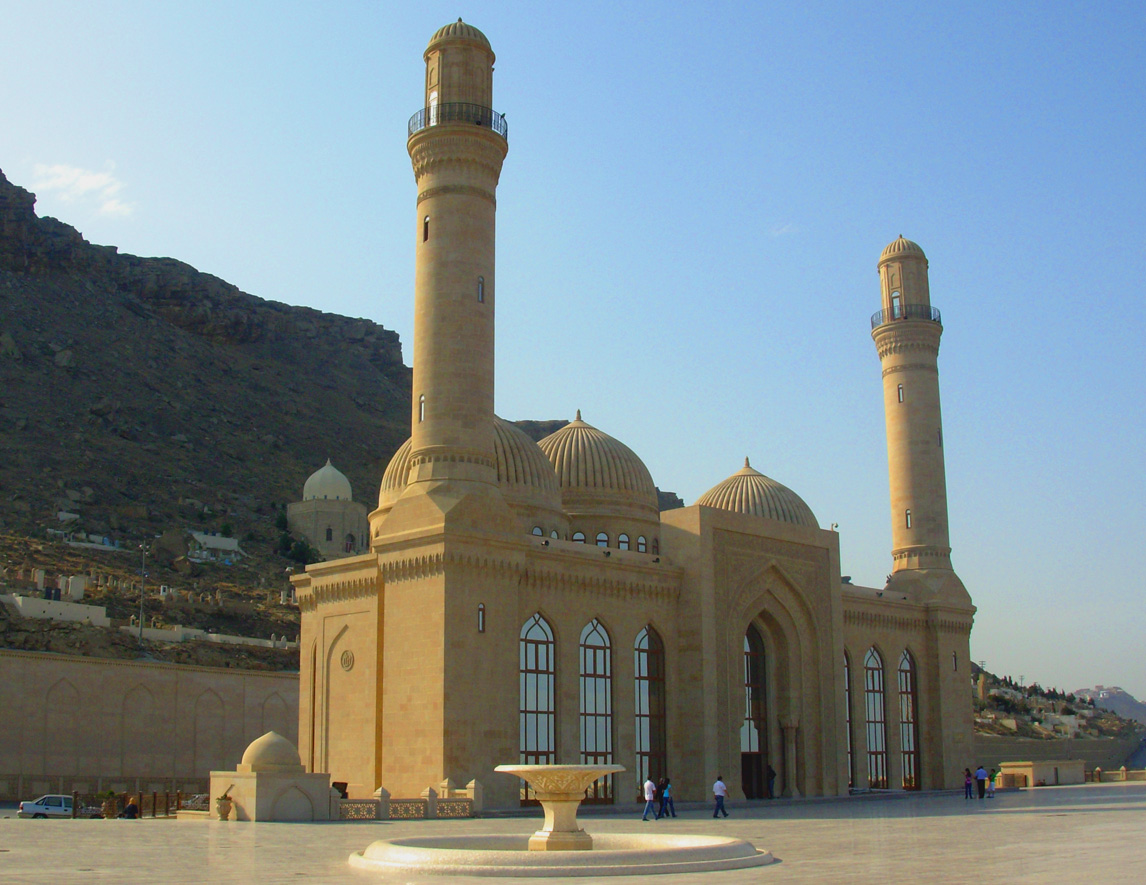
Meczet w Baku

Do niedawna religia nie była kluczową sferą życia w Azerbejdżanie. Chociaż ogromna większość Azerów określiła się jako muzułmanie, ankiety w późnym okresie sowieckim i we wczesnym okresie postsowieckim stwierdziły, że mniej niż jedna czwarta tych, którzy uważali się za muzułmanów "miała nawet podstawowe zrozumienie filarów islamu”. Od niedawna młodzież azerbejdżańska coraz częściej sięga po islam. Ponadto niektóre młode kobiety w Azerbejdżanie postanowiły ubierać się w stroje islamskie, pomimo upominania przez personel uniwersytetu za noszenie hidżabu.

## Chrześcijaństwo

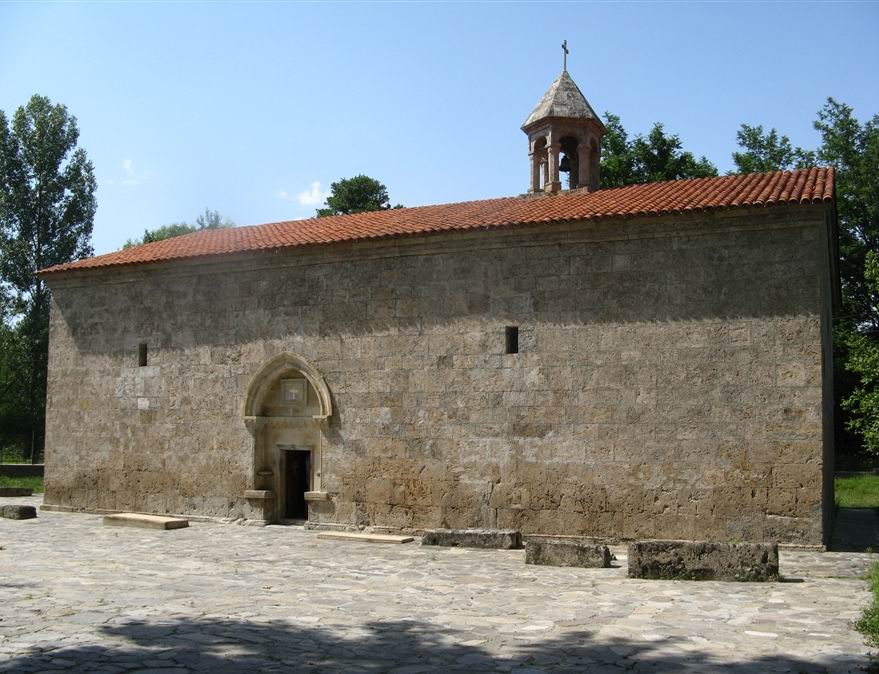
Kościół katolicki w Nij

Religia chrześcijańska zaczęła rozprzestrzeniać się w Azerbejdżanie w pierwszych latach nowej ery w czasach apostołów. Chrześcijanie, których liczbę szacuje się na 280 000-450 000 (3,1%-4,8%), to przede wszystkim Rosjanie, Gruzini i prawie wszyscy Ormianie mieszkają w przełomowym regionie Górskiego Karabachu. Istnieje również niewielka społeczność etniczna protestantów z Azerbejdżanu, licząca około 5000 osób, głównie ze środowisk muzułmańskich. Działalność religijną prowadzą również Świadkowie Jehowy.